# Південноросійський Союз робітників
Південноросійський Союз робітників — перша нелегальна робітнича революційно-політична організація в Україні та в Російській імперії. 

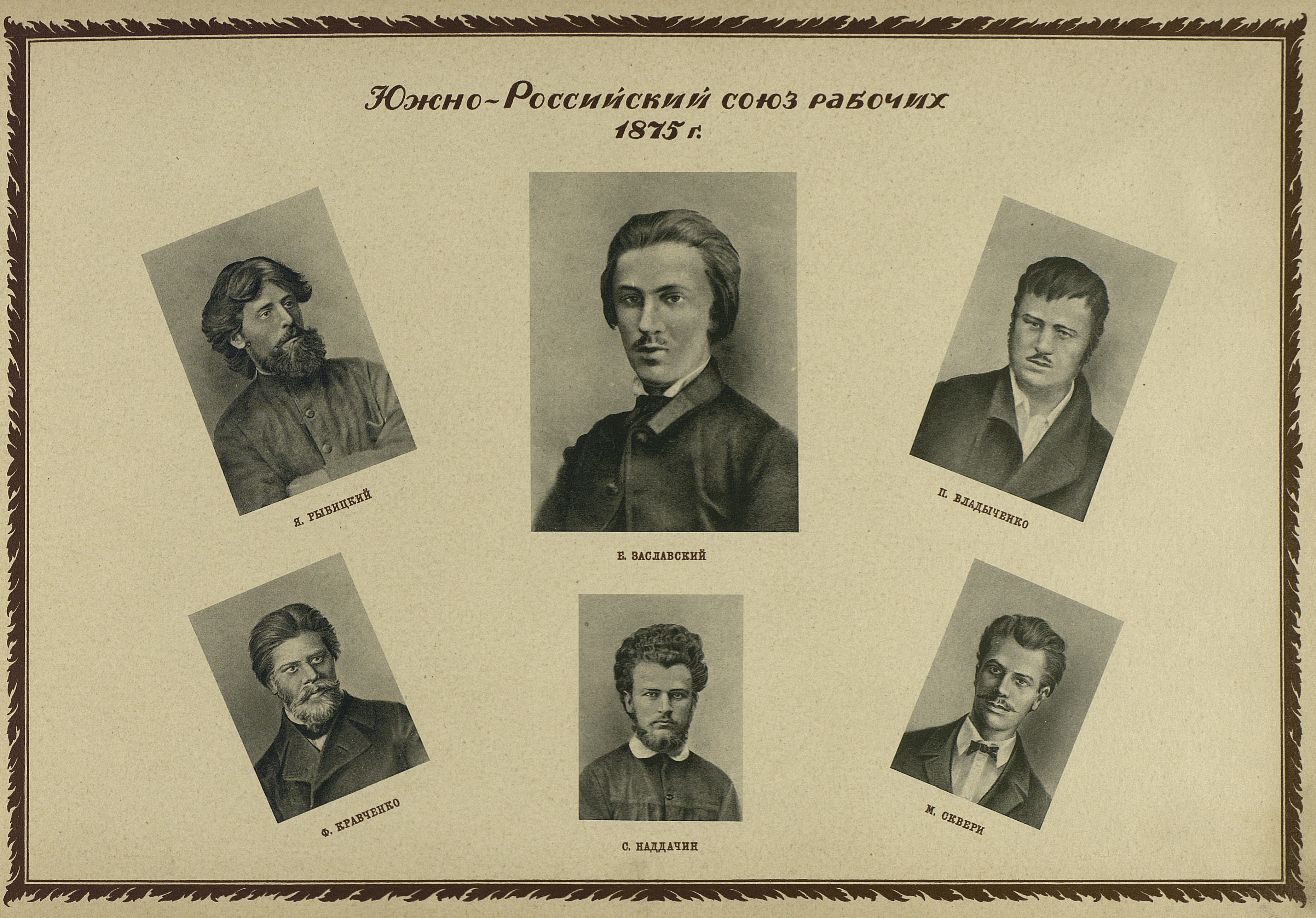
Керівні діячі Союзу

Виник в Одесі 1875 року як організація робітників-металістів за ініціативи Є. Заславського. 
Швидкий розвиток Одеси як торгово-промислового і портового міста, до якого прибували робітники з різних регіонів Російської імперії, і проникнення літератури російської революційної еміграції сприяли створенню Південноросійського Союзу робітників. Йому передувала діяльність одеського гуртка «чайковців» (керівник — Ф. Волховський), гуртка братів Жебуньових та гуртка І. Ковальського, котрі 1872—74 вели пропаганду в робітничих гуртках самоосвіти. 
На початку 1875 робітничі гуртки заводів товариств «Белліно-Фендеріх», «Гульє-Бланшард» та ін. заснували під керівництвом професійного революціонера Є. Заславського позичково-зберігальну касу (пізніше — Братська каса одеських робітників), яка стала ядром союзу. У липні 1875 на зборах членів каси було утворено Південноросійський Союз робітників, прийнято його назву і статут, складений Є. Заславським під впливом статуту Інтернаціоналу I. Цілями проголошувалися пропаганда ідеї звільнення робітників з-під гніту капіталу, їх об'єднання для боротьби з існуючим економічним і політичним порядком. 
Перша політична робітнича організація поєднувала риси пролетарського світогляду та народницької традиції в Російській імперії. Новітні соціалістичні ідеї дивовижно сполучалися з елементами революційної ідеології. Народницькі впливи були пов'язані з наївним колективізмом, водночас Південноросійський Союз робітників мав ознаки таємної революційної організації. Його існування мало зберігатися в таємниці: член організації, який проговорився сторонній особі про її існування, «вважається зрадником», кожний «повинен бути готовий на всяку жертву», якщо вона буде потрібна «для врятування союзу». До обов'язків членів організації належали проведення пропагандистської роботи, а також сплата регулярних внесків у касу організації. Південноросійський Союз робітників встановив зв'язки з робітниками Ростова-на-Дону (нині місто в РФ) та Кишинева (нині столиця Молдови). 
Одеське відділення складалося із 6-ти груп: робітників заводів Белліно-Фендеріх, Бланшарда, групи друкарів, майстрів золотих справ, робітників залізничних майстерень і Слобідки—Романівки. Союз налічував до 60 членів, довкола яких групувалося 150—200 співчуваючих робітників. Найбільш активними членами були: Ф. Кравченко, Н. Наддачин, С. Наумов, М. Сквері, І. Рибицький, М. Ляхович та інші. Вони брали участь в організації 2-х страйків в Одесі, поширювали свої прокламації в Харкові, Катеринославі (нині м. Дніпро), Миколаєві, Херсоні, Керчі, збирали кошти на користь повсталих на Балканському півострові, отримували нелегальні видання з Лондона (Велика Британія). 
Наприкінці 1875 — початку 1876 Південноросійський Союз робітників було розгромлено. 15 осіб передали до суду Особливого присутствія Урядуючого Сенату. 23—27 травня 1877 відбувся перший політичний процес у справі робітників-революціонерів. Є. Заславський, І. Рибицький та Ф. Кравченко були засуджені до каторги, решта — до різних строків тюремного ув'язнення та заслання. Євген Заславський загинув на каторзі.